# Cermei (gmina)
Cermei – gmina w Rumunii, w okręgu Arad. Obejmuje miejscowości Avram Iancu, Cermei i Șomoșcheș. W 2011 roku liczyła 2722 mieszkańców.